# 琉璃宮史
《琉璃宮大王統史》（緬甸語： Hmannan Maha Yazawin Daw Gyi），簡稱《琉璃宮史》（Hmannan Yazawin Daw Gyi），緬甸編年史書，用緬文編撰，因在王城琉璃宮編撰，故得此名。
1829年，緬甸貢榜王朝君主巴基道下令蒙悅逝多林寺大法師、道加彬大法師、諮政大臣摩訶達馬丁堅等十三位僧俗學者，依據緬甸歷代史籍、碑銘、檔案、佛教經典和詩文，按年代順序撰寫，約在1832年寫成。全書分三卷，共二十一篇，約百萬字，主要記述自遠古時期，經太公王国、驃國、蒲甘王朝、阿瓦王朝、東吁王朝、良淵王朝等國家及王朝，歷代的興衰、軍事、外交、文化、藝術、宗教、民族關係等，敍事結束於1754年良淵王朝被孟人所滅。該書在後世獲評價甚高，被認為在研究緬甸佛教、緬甸歷史、緬甸文學等方面，均具有重要價值。

## 本書的編撰
1829年，緬甸貢榜王朝君主巴基道（又譯作孟既）下令編撰《琉璃宮史》，以求把史籍的年代更新到最近。巴基道王決定修史的原因，據《琉璃宮史》自身所說，是由於巴基道看到當時的各種緬甸史籍，內容互相矛盾，「眾說紛紜其說不一，內容繁雜論點分歧」，乃召集多名僧俗學者到「百寶鑲嵌琉璃宮殿」裡，下令他們「研究種種典籍史冊，考證件件碑銘遺篇」，是為該書的編撰來由。其具體編撰時間，據日本學者研究指出，是始於1829年5月3日（緬曆1191年3月1日），而完成時間卻沒有精確的記載，大約是在1832年。繼《琉璃宮史》以後，還續寫了雍籍牙建立貢榜王朝以後的歷史，是為《貢榜王朝史》，即《琉璃宮史》的續編。
編撰《琉璃宮史》的僧俗學者達十三位之多，他們各有分工，情形如下表：
| 參與編撰者                   | 工作 | |                                                                                              |
| 蒙悅逝多林寺大法師           | 擔任主編，對本史所引之碑銘、比釉詩、埃欽（搖籃歌）、古史等進行比較校對及調查，及負責全文的編著。                                | 擔任主編，對本史所引之碑銘、比釉詩、埃欽（搖籃歌）、古史等進行比較校對及調查，及負責全文的編著。                                |                                                                                              |
| 道加彬大法師                 | 擔任主編，對本史所引之碑銘、比釉詩、埃欽（搖籃歌）、古史等進行比較校對及調查，及負責全文的編著。                                | 擔任主編，對本史所引之碑銘、比釉詩、埃欽（搖籃歌）、古史等進行比較校對及調查，及負責全文的編著。                                |                                                                                              |
| 曹侯內廷大臣底里摩訶南達丁堅 | 負責草稿的最後修改。 | 負責草稿的最後修改。 |                                                                                              |
| 辛古侯內廷大臣兼平民大臣     | 負責草稿的最後修改。 | 負責草稿的最後修改。 |                                                                                              |
| 諮政大臣摩訶達馬丁堅         | 負責對本書進行審查，並向蒙悅逝多林寺大法師和道加彬大法師獻言獻策。                                                              | |                                                                                              |
| 大騎兵統領吳耀               | 負責對本書引用的古埃欽（搖籃歌）、舊編年史書、鬥爭史，調查这些文獻是否被引用，並協助全書的編著工作。                            | 負責對本書引用的古埃欽（搖籃歌）、舊編年史書、鬥爭史，調查这些文獻是否被引用，並協助全書的編著工作。                            |                                                                                              |
| 內廷府傳旨官吳勤             | 負責對本書引用的古埃欽（搖籃歌）、舊編年史書、鬥爭史，調查这些文獻是否被引用，並協助全書的編著工作。                            | 負責對本書引用的古埃欽（搖籃歌）、舊編年史書、鬥爭史，調查这些文獻是否被引用，並協助全書的編著工作。                            |                                                                                              |
| 大侍史吳漂                   | 負責協助內廷傳令官吳越和大侍史吳魯基。後來退出。                                                                                | |                                                                                              |
| 內廷傳令官吳越               | 負責編寫草稿和整理文獻，並在曹侯內廷大臣底里摩訶南達丁堅和辛古侯內廷大臣兼平民大臣面前朗讀。                                    | 負責編寫草稿和整理文獻，並在曹侯內廷大臣底里摩訶南達丁堅和辛古侯內廷大臣兼平民大臣面前朗讀。                                    | 負責編寫草稿和整理文獻，並在曹侯內廷大臣底里摩訶南達丁堅和辛古侯內廷大臣兼平民大臣面前朗讀。 |
| 大侍史吳魯基                 | 負責編寫草稿和整理文獻，並在曹侯內廷大臣底里摩訶南達丁堅和辛古侯內廷大臣兼平民大臣面前朗讀。                                    | 負責編寫草稿和整理文獻，並在曹侯內廷大臣底里摩訶南達丁堅和辛古侯內廷大臣兼平民大臣面前朗讀。                                    | 負責編寫草稿和整理文獻，並在曹侯內廷大臣底里摩訶南達丁堅和辛古侯內廷大臣兼平民大臣面前朗讀。 |
| 侍史吳昂達                   | 負責編寫草稿和整理文獻，並在曹侯內廷大臣底里摩訶南達丁堅和辛古侯內廷大臣兼平民大臣面前朗讀。                                    | 負責編寫草稿和整理文獻，並在曹侯內廷大臣底里摩訶南達丁堅和辛古侯內廷大臣兼平民大臣面前朗讀。                                    | 負責編寫草稿和整理文獻，並在曹侯內廷大臣底里摩訶南達丁堅和辛古侯內廷大臣兼平民大臣面前朗讀。 |
| 婆羅門學者亞扎德瓦           | 負責研究孟加拉文和天城文的梵文經典裡有關灌頂禮及祭祀儀式的記錄，並調查瑞南覺欣王（1502─1527年在位）建造王宮時的相關文件和碑文。 | 負責研究孟加拉文和天城文的梵文經典裡有關灌頂禮及祭祀儀式的記錄，並調查瑞南覺欣王（1502─1527年在位）建造王宮時的相關文件和碑文。 |                                                                                              |
| 婆羅門學者古木德亞           | 負責研究孟加拉文和天城文的梵文經典裡有關灌頂禮及祭祀儀式的記錄，並調查瑞南覺欣王（1502─1527年在位）建造王宮時的相關文件和碑文。 | 負責研究孟加拉文和天城文的梵文經典裡有關灌頂禮及祭祀儀式的記錄，並調查瑞南覺欣王（1502─1527年在位）建造王宮時的相關文件和碑文。 |                                                                                              |

## 本書的取材

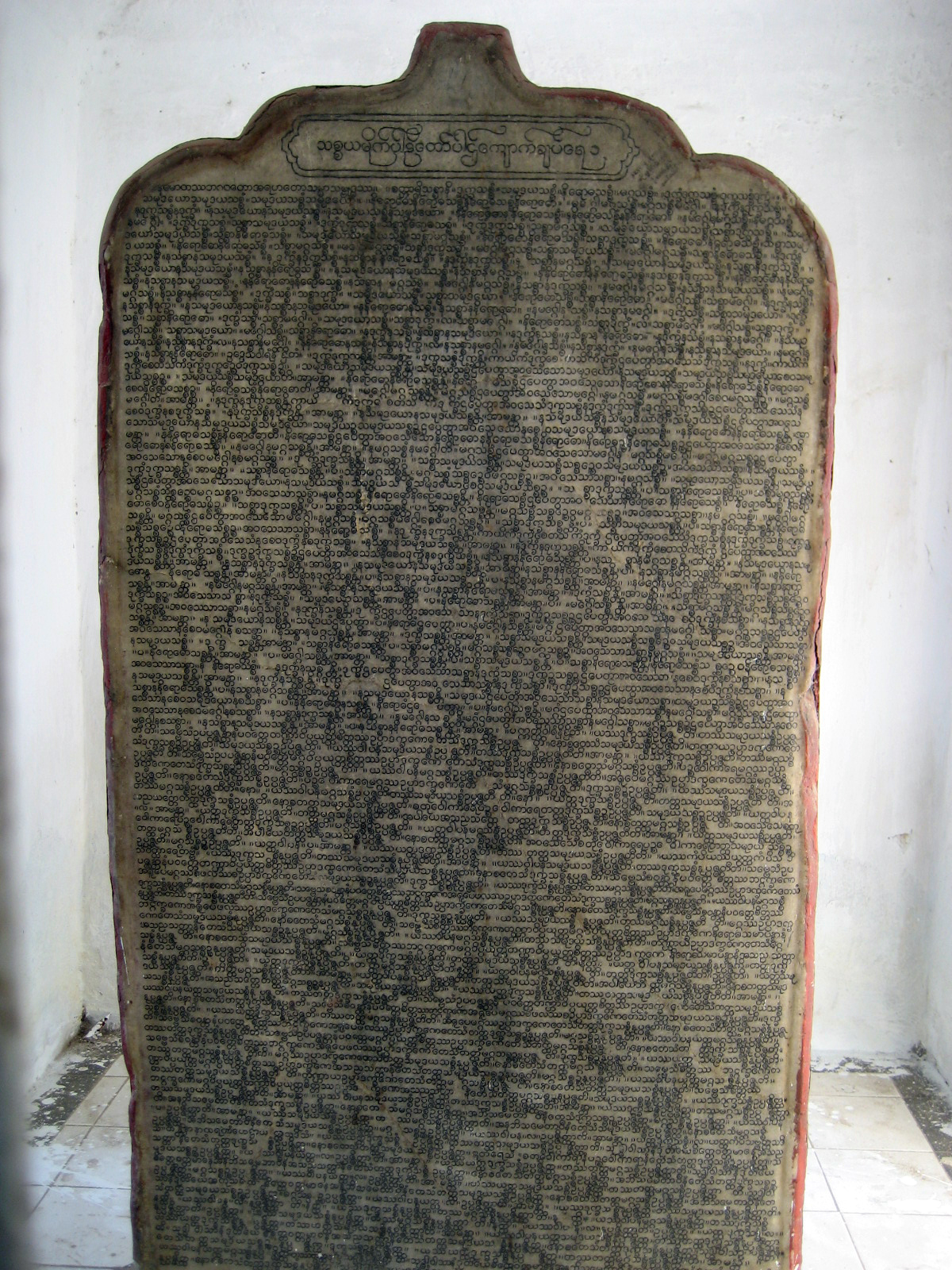
緬甸固都陶佛塔碑銘。碑銘資料是《琉璃宮史》的引用來源之一

《琉璃宮史》引用的資料眾多，大體而言可分為碑銘、編年史書、文學歌謠，以及其他史籍、佛教經典、民間傳說等材料。
- 碑銘：是最初的緬甸本土文學，亦為最古老和最具價值的歷史材料。最早的碑銘刻製於蒲甘王朝時期，自佛教盛行以後，權貴富豪建造多座佛塔及寺廟，在內部雕刻碑銘以記念功德。貢榜王朝君主波道帕耶（又譯作孟雲，1781－1819年在位，巴基道王的前一任君主）便致力收集碑銘文獻。[7]

- 編年史書，包括如下典籍：
  - 《名史》，緬甸現存最早的編年史，成書於15世紀。
  - 《舊蒲甘史》，成書於16世紀，由高僧摩訶蒂拉溫達撰。
  - 《緬甸大史》，成書於18世紀初期，由作家吳格拉撰，此書為《琉璃宮史》的重要參考來源。
  - 《中史》，亦由吳格拉撰，是《緬甸大史》的刪節本。
  - 《新蒲甘史》，成書於1785年。
  - 《新史》，成書於18世紀末，由官員摩訶西都撰，書中運用碑銘文獻來考察緬甸史。
  - 《太公史》，是有關太公國建國及歷史的著作。
  - 《若開史》，記錄釋迦族移民、太公國覆滅等等。
  - 《室利差呾羅史》，記錄室利差呾羅歷史。
  - 《艾畢當史》，由僧人艾畢當撰，記述蒲甘王朝以後的重大事件。
  - 《新蒲甘編年史》，作者是古納薩米斯里蘭卡，記述室利差呾羅王朝、蒲甘王朝等時期的歷史。
  - 《巴利抱甘編年史》，以巴利文撰寫，內容與《緬甸大史》大致相同。
  - 《世系之首》，作者是梅蒂大法師，是關於描述編年史的一部著作。
  - 《得楞史》。
  - 《勃固史》。
  - 《土瓦史》。
  - 《佛教史》。
  - 《清邁史》。
  - 《傑迪亞史話》。
  - 《傑迪亞》。[8]

- 歌謠：《琉璃宮史》引用了十二篇「埃欽」（為依據歷史編寫成的歌謠），以及其他「雅都」、「林伽」、「比釉」等詩歌作品。但作詩者對歷史的態度並不嚴謹。[9]

- 其他史籍：如錫蘭的《島史》。[10]

- 佛教經典：如《清靜道論》、《法句經釋》、《喬答摩富羅那》等。[10]

## 內容概述

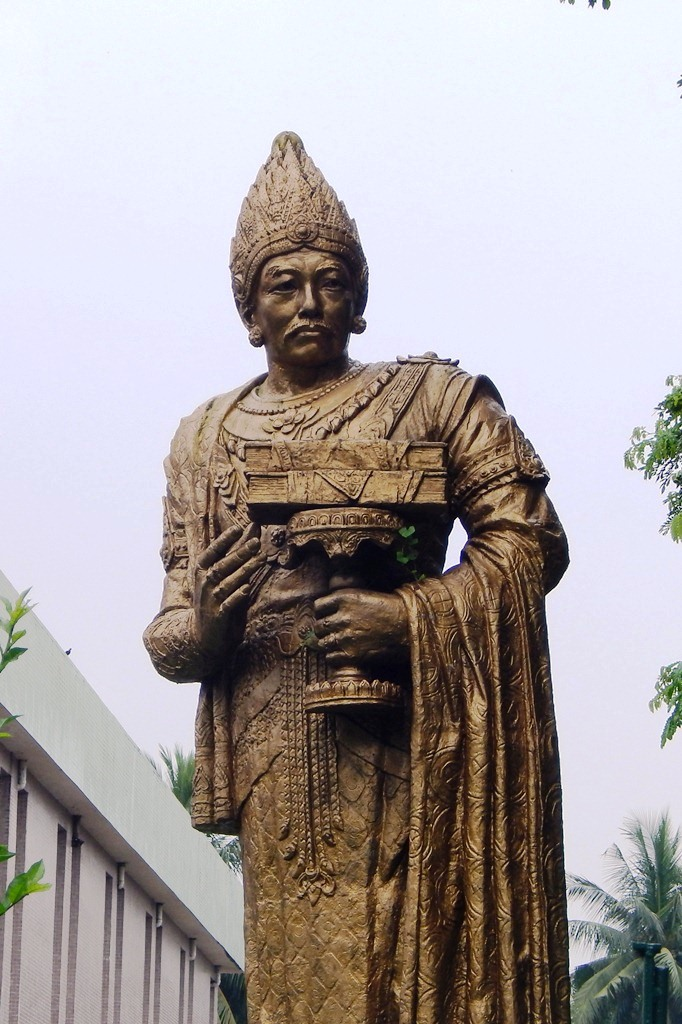
阿奴律陀王，《琉璃宮史》記載的緬甸重要君主之一

《琉璃宮史》全書三卷二十一篇，其內容大致如下。
- 第一篇及第二篇，共計一百零四節。此兩篇均未真正談及緬甸歷史，內容可分為以下要點：
  - 描繪宇宙形成及毁滅、南贍部洲出現。
  - 南贍部洲中天竺周邊的國家產生，介紹各國君主簡況。
  - 略述君主、大臣應有的基本條件，應遵守的紀律、戒規，克敵制勝的要素等。
  - 古印度的早期諸王、人物，如頻婆娑羅王、淨飯王、悉達多等的佛教觀及其他。
  - 印度孔雀王朝的阿育王簡述、阿育王推動佛教的事業。

- 第三篇至第二十一篇，才是記述緬甸歷史發展。其內容可分為以下要點：
  - 歷代君主世系及對各君主的評價，共一百二十多節。
  - 緬甸國內各諸侯派系戰爭，及對外的多次戰爭，包括對泰國十二次、對中國五次、對老撾三次。共五十四節。
  - 有關國王登基加冕的禮儀，共十節。
  - 外交活動，包括求迎佛牙，共八節。
  - 籌建佛塔、寺廟，積德行善等活動，共二十七節。
  - 其他各種事件，及有關國內重要國政、治國措施，如泰國簡況、地區人口調查、興修水利、處死罪犯、官員謀反、塔主去世、君主捐獻三藏經等。

## 評價

### 史學方面
《琉璃宮史》面世時起，便受到世人關注。該書的作者群對它充滿自信，認為它是「睿智集成著此大史，切磋研討翔實有據，嚴謹認真令人嘆服，罕見難得記述有理」。
後世史學界在研究緬甸史時相當重視此書，如英屬緬甸時，英國學者哈威（G. E. Harvey）撰《緬甸史》，便大量採用《琉璃宮史》等緬甸古代史料。中國大陸學者許清章指出《琉璃宮史》在緬甸國家歷史、緬甸佛教史兩方面，均甚具價值：「三卷本《琉璃宮史》中極其詳盡地記述了緬甸大部分歷史朝代的極其豐富的各類事件的產生、經過、發展等具體情節，包括有關事件的實物名稱和數字等。其翔實、細膩之程度明顯超越其他史書中同類史實的記載」；「《琉璃宮史》一書中的許多篇章，幾乎都能讀到情繫佛陀、佛經、佛塔、佛牙等生動細膩的情節。……有人稱該史書是一部南傳佛教史，這種說法可以理解，但又不完全準確。因為它沒有概括南傳佛教發展的全過程及其教義核心部分。筆者認為，它只能稱之為以南傳佛教為主要題材的緬甸大王統史。」
在中緬古代關係史方面，本書亦提供了有用資料。學者李謀指出，本書有關中緬交流的內容，有些在中國史籍裡極為鮮見，如阿奴律陀王、阿朗悉都王派使到中國西南大理國求取佛牙，元兵攻緬時在當地協助興修水利，南明永曆帝流亡緬甸的經歷等等。這些記載對了解中緬關係淵源和發展都有一定參考意義。
但本書亦有不足之處。學者陳序經指出，本書在時間記述、事實記錄等方面，都有很多錯誤，而且神話多而史事少，有時甚至流於荒誕，故此有必要參考近代發現的碑銘及古物等資料，以互相補充參證。

### 文學方面
從文學角度而言，《琉璃宮史》的特色可大致分為三點，一是它將歷史真實性和文學虛擬性糅合，常在敍述中加以神化。二是它的行文猶如優美的散文，運用各種修辭手法，有別於一般的樸實無華的歷史敍述。三是書裡善於通過人物的語言，來表現其思想感情和性格特徵。

## 流傳情況

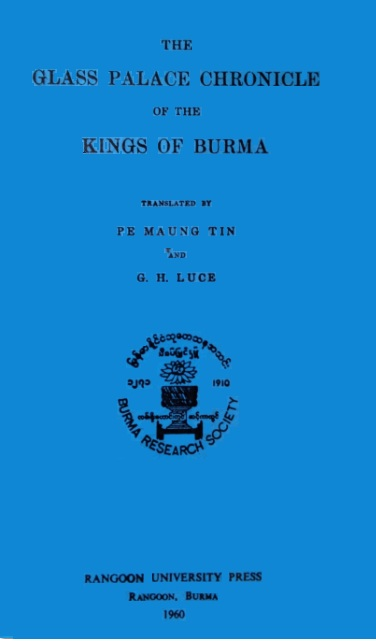
《琉璃宮史》的英文譯本

《琉璃宮史》寫成後，曾在貢榜王朝樞密院監督下出版過。1936年，吳山紐將其珍藏的稿本，提請吳尼喬陀法師校訂後正式印刷出版，是為日後流傳的三卷本《琉璃宮史》。其後，有英國、日本、德國、俄國學者譯成各種語言版本。中文譯本由李謀、姚秉彥、蔡祝生、汪大年、計蓮芳、趙敬、韓學文等翻譯出版。

## 引用來源
1. ↑  《東南亞歷史詞典·「琉璃宮史」條》，上海辭書出版社，361頁。
2. ↑  吳岱突《緬甸編年史的特徵》，收錄於《緬甸歷史論集──兼評<琉璃宮史>》，李謀、李晨陽、鍾智翔主編，北京社會科學文獻出版社，73─74頁。
3. ↑  蒙悅逝多林寺大法師等《琉璃宮史》上卷《禮敬三寶卷首二十三頌》，李謀等譯，北京商務印書館，5頁。
4. ↑  荻原弘明《<琉璃宮史>研究》，收錄於《緬甸歷史論集──兼評<琉璃宮史>》，李謀、李晨陽、鍾智翔主編，北京社會科學文獻出版社，193─196頁。
5. 1 2  《琉璃宮史》中譯本《譯者前言》，北京商務印書館，2頁。
6. ↑  圖表依據荻原弘明《<琉璃宮史>研究》，收錄於《緬甸歷史論集──兼評<琉璃宮史>》，李謀、李晨陽、鍾智翔主編，北京社會科學文獻出版社，196─198頁。
7. ↑  佩貌丁《<琉璃宮史>導言》，收錄於《緬甸歷史論集──兼評<琉璃宮史>》，李謀、李晨陽、鍾智翔主編，北京社會科學文獻出版社，180─181頁。
8. ↑  以上參考佩貌丁《<琉璃宮史>導言》，收錄於《緬甸歷史論集──兼評<琉璃宮史>》，李謀、李晨陽、鍾智翔主編，北京社會科學文獻出版社，183─190頁。
9. ↑  佩貌丁《<琉璃宮史>導言》，收錄於《緬甸歷史論集──兼評<琉璃宮史>》，李謀、李晨陽、鍾智翔主編，北京社會科學文獻出版社，190頁。
10. 1 2  許清章《略論<琉璃宮史>的題材特徵及其史學研究價值》，收錄於《緬甸歷史論集──兼評<琉璃宮史>》，李謀、李晨陽、鍾智翔主編，北京社會科學文獻出版社，419頁。
11. ↑  以下參考許清章《略論<琉璃宮史>的題材特徵及其史學研究價值》，收錄於《緬甸歷史論集──兼評<琉璃宮史>》，李謀、李晨陽、鍾智翔主編，北京社會科學文獻出版社，416─419頁。
12. ↑  蒙悅逝多林寺大法師等《琉璃宮史》上卷《禮敬三寶卷首二十三頌》，李謀等譯，北京商務印書館，6頁。
13. ↑  賀聖達《八十年來（1925─2005）的緬甸史研究》，收錄於《緬甸歷史論集──兼評<琉璃宮史>》，李謀、李晨陽、鍾智翔主編，北京社會科學文獻出版社，3頁。
14. ↑  許清章《略論<琉璃宮史>的題材特徵及其史學研究價值》，收錄於《緬甸歷史論集──兼評<琉璃宮史>》，李謀、李晨陽、鍾智翔主編，北京社會科學文獻出版社，421頁。
15. ↑  .   [2014-08-23]. （原始内容存档于2016-03-04）.
16. ↑  《陳序經東南亞古史研究合集（下卷）·藏緬古國初釋》，香港商務印書館，1058─1059頁。
17. ↑  尹湘玲《<琉璃宮史>中的文學世界》，收錄於《緬甸歷史論集──兼評<琉璃宮史>》，李謀、李晨陽、鍾智翔主編，北京社會科學文獻出版社，446頁。
18. ↑  尹湘玲《<琉璃宮史>中的文學世界》，收錄於《緬甸歷史論集──兼評<琉璃宮史>》，李謀、李晨陽、鍾智翔主編，北京社會科學文獻出版社，447頁。
19. ↑  尹湘玲《<琉璃宮史>中的文學世界》，收錄於《緬甸歷史論集──兼評<琉璃宮史>》，李謀、李晨陽、鍾智翔主編，北京社會科學文獻出版社，450頁。
20. ↑  《琉璃宮史》中譯本《譯者前言》，北京商務印書館，4頁。
21. ↑  蒙悅逝多林寺大法師等《琉璃宮史》，李謀等譯，北京商務印書館。